# Джон Майлс
Джон Майлс (на английски: John Miles) е бивш британски автомобилен състезател, пилот от Формула 1. Роден на 14 юни 1943 г. в Лондон, Великобритания.

## Формула 1
Джон Майлс прави своя дебют във Формула 1 в Голямата награда на Франция през 1969 г. В световния шампионат записва 15 състезания като печели две точки, състезава се само за отбора на Лотус.